# Cherry Kearton

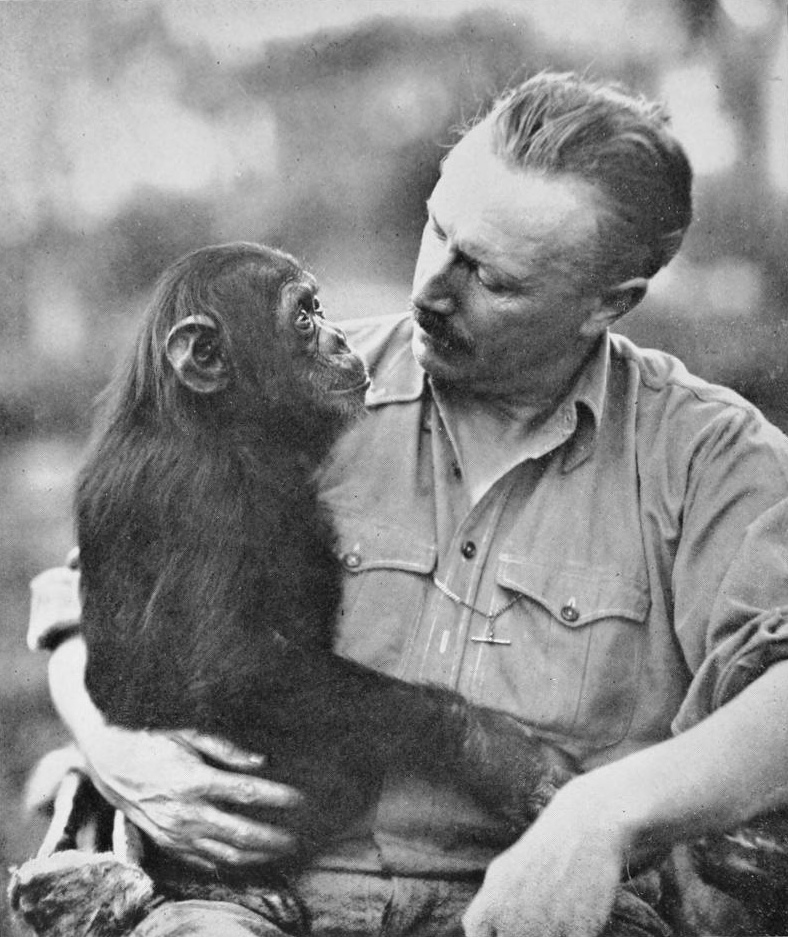
Cherry Kearton mit Schimpanse Toto

Cherry Kearton (* 8. Juli 1871 in Thwaite, Yorkshire, England; † 27. September 1940 in London) war ein britischer Naturforscher, Autor, Filmemacher und Fotograf. Er gilt als einer der Pioniere des Natur- und Tierfilms.

## Leben
Kearton war der Sohn von John und Mary Kearton, geborene Hunter. Sowohl sein Vater als auch sein Großvater waren Ornithologen. Er wuchs mit seinem Bruder Richard, mit dem er später häufig zusammenarbeitete, in den Yorkshire Dales auf. 1892 machten die Kearton-Brüder die weltweit erste Fotoaufnahme von Vogeleiern in einem Nest. 1895 erschien mit British Birds’ Nests  das  erste mit Tier- und Naturfotografien illustrierte naturgeschichtliche Buch. Im Sommer 1896 besuchten Cherry und Richard Kearton die Äußeren Hebriden und St. Kilda. 1898 veröffentlichten die Kearton-Brüder beim Verlag Cassell in London das Werk With Nature and a Camera. Hierfür wurden 160 Aufnahmen verwendet. Im Jahr 1900 machte Kearton mit Hilfe eines Phonographen die erste Vogelstimmenaufnahme von einer Nachtigall und einer Singdrossel in der Wildnis. 1903 zeigten die Kearton-Brüder mit Hilfe eines Bioskops den ersten Kurzfilm über Vögel. Im Mai 1908 flog Kearton gemeinsam mit Percival Spencer mit einem Luftschiff über London, wobei die erste Filmaufnahme der Stadt aus der Vogelperspektive entstand. 1909 begleitete Kearton James L. Clark (1883–1969) vom American Museum of Natural History und den US-amerikanischen Präsidenten Theodore Roosevelt nach Britisch-Ostafrika und Belgisch-Kongo, wo die Filme Native Lion Hunt, African Animals und Roosevelt in Africa entstanden. Für diese Filme machte Kearton Aufnahmen von Eisvögeln und anderen Nicht-Sperlingsvögeln, Chamäleons, Flusspferden, Schakalen, Marabus, Geiern, Schwarz-weißen Stummelaffen, Büffeln sowie von einem Kriegstanz der Massai. 1914 filmte Kearton Kriegshandlungen während des Ersten Weltkriegs in Antwerpen.
Kearton war zweimal verheiratet. Das erste Mal mit Mary Burwood Coates, mit der er einen Sohn und eine Tochter hatte. Nach seiner Scheidung im Jahr 1920 heiratete er im Jahr 1922 die prominente südafrikanische Sopranistin Ada Forrest.
Am 27. September 1940 starb Kearton in der Nähe des Funkhauses der BBC in London, nachdem er einen Auftritt in einer Radiosendung für Kinder absolviert hatte.

## Ehrungen
1967 stiftete die Royal Geographical Society den Cherry Kearton Medal and Award, mit dem Naturfotografen und Filmschaffende im Naturfilmbereich ausgezeichnet werden.

## Werke (Auswahl)
- mit Richard Kearton: British Birds’ Nests : How, Where, And When To Find And Identify Them. 1895.
- mit Richard Kearton: With nature and a camera being the adventures and observations of a field naturalist and an animal Photographer. 1898.
- mit Richard Kearton: Wild Life at Home: How to Study and Photograph It.
- mit Richard Kearton: Our Bird Friends – A Book for All Boys and Girls. 1900.
- Wild Life across the World. 1900.
- mit Richard Kearton: Strange Adventures in Dicky-Bird Land. 1901.
- mit Richard Kearton: Wild Nature’s Ways. 1903. (deutsch: Tierleben in freier Natur. Photographische Aufnahmen frei lebender Tiere, 1905)
- mit Richard Kearton: Pictures from Nature: Fifteen Rembrandt Photogravures of Birds and Beasts at Home Amidst Their Natural Surroundings Reproduced from Photographs. 1905.
- mit Richard Kearton: The Fairyland of Living Things. 1907.
- mit Richard Kearton: The Adventures of Cock Robin and his Mate. 1908.
- Kearton’s Nature Pictures. Bände 1 und 2. 1910.
- mit Richard Kearton: Nature’s Carol Singers, Illustrated with Photographs Direct from Nature. 1912.
- Through Central Africa from East to West. 1915.
- At Home with Wild Nature. 1922.
- The Shifting Sands of Algeria. 1924.
- My Friend Toto. The Adventures of a Chimpanzee and the Story of his Journey from the Congo to London. 1925. (deutsch: Mein Freund Toto. Biographie eines Schimpansen, 1927)
- My Dog Simba. The adventures of a fox-terrier who fought a lion in Africa. 1926. (deutsch: Mein Hund Simba. Die Abenteuer eines Foxterriers, 1935)
- My happy family: the adventures of Mary the chimpanzee, a Fox Terrier and a mongoose. 1927.
- My Happy Chimpanzee – The Adventures of Mary, the Wonderful Chimpanzee, at the Seaside. 1927.
- My Animal Friendships. 1927.
- In the Land of the Lion. 1929. (deutsch: Im Lande des Löwen, 1934)
- The Island of Penguins. 1930. (deutsch: Die Insel der 5 Millionen Pinguine, 1932)
- The Animals came to drink. 1932. (deutsch: Pallah: Ein Tierleben in afrikanischer Wildnis, 1933)
- The Lion’s Roar. 1934. (deutsch: Das Tier im Feuerberg. Schicksal eines Negerdorfes, 1935)
- Adventures with animals and men. 1935.
- I visit the Antipodes. 1937.
- My Woodland Home. 1938.
- Cherry Kearton’s Travels. 1941.

## Filmografie (Auswahl)
- 1907: Wild Birds at Home
- 1907: Sea Bird Colonies

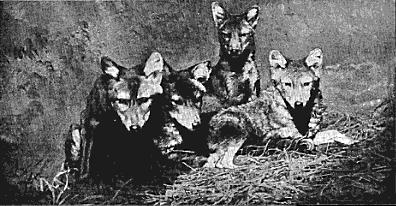
Filmszene aus dem Film Roosevelt in Africa (1910)

- 1907: Reptiles and their greedy ways
- 1908: Haunts of Wild Birds
- 1910: Roosevelt in Africa
- 1910: Native Lion Hunt
- 1910: Scenes in Massua
- 1910: Rambles in Africa
- 1910: Native Lion Fighting
- 1910: Cairo to Khartoum
- 1910: Arnst Versus Barry
- 1911: A Journey to the Inner Africa
- 1911: Lassoing Wild Animals in Africa
- 1911: A Primitive Man’s Career to Civilization
- 1913: Capt. Cherry Kearton’s Wild Life and Big Game in the Jungles of India and Africa
- 1916: Operations of the British Expeditionary Forces in East Africa
- 1925: Life in the Sudan
- 1926: With Cherry Kearton in the Jungle
- 1930: Tembi
- 1930: Dassan: An Adventure in Search of Laughter Featuring Nature’s Greatest Little Comedians
- 1935: The Big Game of Life